# Yu Kuo-hwa

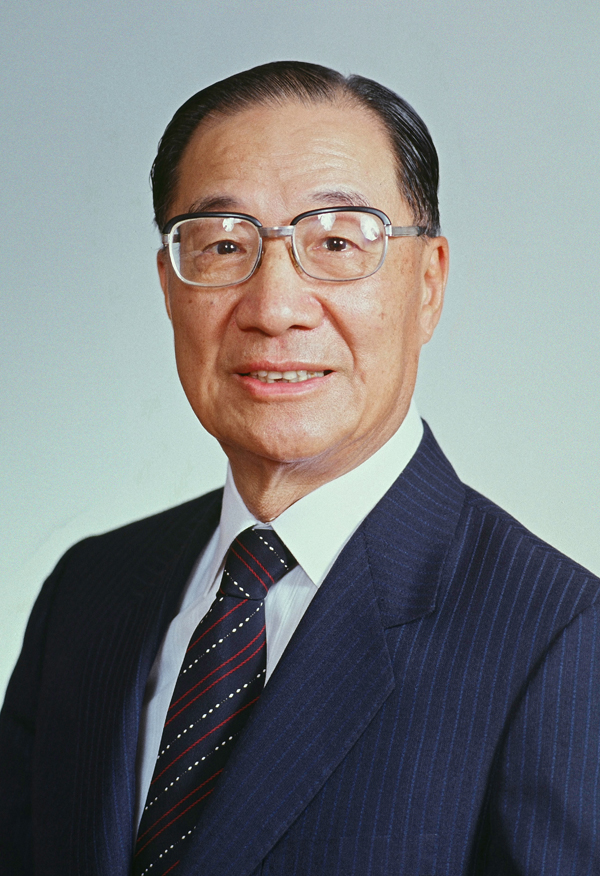
Yu Kuo-hwa

Yu Kuo-hwa (chinesisch 俞國華, Pinyin Yú Guóhuá; * 10. Januar 1914 in Fenghua, Zhejiang; † 4. Oktober 2000 in Taipeh) war ein taiwanesischer Politiker der Kuomintang, der unter anderem zwischen 1984 und 1989 Premierminister der Republik China war.

## Leben
Yu Kuo-hwa absolvierte ein Studium an der Harvard University sowie der London School of Economics and Political Science (LSE). Er war während des Zweiten Weltkrieges und des Chinesischen Bürgerkrieges ein enger Mitarbeiter von Generalissimus Chiang Kai-shek, dem Staatsgründer der Republik China, und übernahm nach Gründung der Republik zahlreiche Funktionen innerhalb der Regierung und der Kuomintang. Am 29. November 1967 wurde er Nachfolger von Chen Ching-yu Finanzminister im Kabinett von Premierminister Yen Chia-kan und übte dieses Amt bis zu seiner Ablösung durch Kwoh-Ting Li am 25. Juni 1969. Im Anschluss löste er am 25. Juni 1969 Hsu Po-yüan als Gouverneur der Central Bank of China (CBC) ab und hatte diesen Posten fünfzehn Jahre lang bis zum 30. Mai 1984 inne, woraufhin Chang Chi-cheng am 21. Juni 1984 seine Nachfolge antrat. Zugleich löste er Yang Chia-lin am 1. Dezember 1977 als Vorsitzender des Rates für wirtschaftliche Planung und Entwicklung und bekleidete diese Funktion in Personalunion bis zu seiner Ablösung durch Chao Yao-Dong am 1. Juni 1984. In diesen Funktion war er maßgeblich an der Ausweitung von Exporten, der Einleitung von Steuerreformen und der Verwendung von Steuereinnahmen zur Finanzierung neuer Programme und zum Ausgleich des Haushalts beteiligt.
Am 20. Mai 1984 wurde Yu Kuo-hwa Nachfolger von Sun Yun-suan als Premierminister (Präsident des Exekutiv-Yuan) ab und hatte dieses Amt bis zum 21. Mai 1989 inne, worauf der bisherige Generalsekretär der Kuomintang Lee Huan seine Nachfolge antrat.
In seiner fünfjährigen Amtszeit veranlasste er trotz Politik- und Finanzskandalen und Naturkatastrophen demokratische Reformen sowie ein Wirtschaftsentwicklungsprogramm mit 14 Projekten. Seine Wirtschaftspolitik einschließlich der Internationalisierung und Liberalisierung wurden zu Meilensteinen des wirtschaftlichen Entwicklungsprogramms der Republik China. 1987 leitete er grundlegende Reformen und Veränderungen ein wie die Beendigung des Kriegsrechts und der Devisenverkehrsbeschränkung. Darüber hinaus kam es zur Einführung eines Rechts zur Gründung von Oppositionsparteien, der Registrierung neuer Tageszeitungen und zu Reisen nach Festlandchina zu Familienzwecken. Zwischenzeitlich wurde das Land rasch zu einem Wirtschaftsgiganten, der seinen Status als Hauptexporteur und führender Handelspartner der USA trotz starken US-amerikanischen Drucks zur Reduzierung des Handelsungleichgewichts zwischen den beiden Staaten beibehielt. Yu Kuo-hwa führte Taiwan durch eine der schwierigsten Perioden in der Geschichte des Landes, genoss das Vertrauen von Staatspräsident Chiang Ching-kuo, obwohl mehrere Oppositionsführer und Abgeordnete ihn zum Ziel ihrer Kritik machten. Er selbst sah als Verwaltungsfachmann die Wichtigkeit von Recht und Gesetz als Grundlage für die Demokratie und den wachsenden Wohlstand.

## Weblink
- Eintrag in rulers.org